# De Hondsrug
De Hondsrug is een korenmolen in de buurtschap Weerdinge (Emmen) in de Nederlandse provincie Drenthe.
De molen werd in 1910 gebouwd met gebruikmaking van een afgebroken poldermolen uit het Groningse Farmsum. Dit ter vervanging van een molen die op dezelfde plek in 1870 was gebouwd en in 1909 was afgebrand. In 1945 verloor de molen een roede en werd toen stilgezet. Pas in 1988 werd de molen in opdracht van de particulier eigenaar gerestaureerd. Bij deze restauratie werd de molen genoemd naar de heuvelrug waarop hij gelegen is. De molen heeft Oudhollands opgehekte roeden met zeilen en een lengte van 22 meter. De maalinrichting bestaat uit een koppel maalstenen. De Hondsrug wordt af en toe door vrijwillige molenaars in bedrijf gesteld.